# Zhao Hengti
Zhao Hengti (赵恒惕) né le 12 janvier 1880 et mort le 23 novembre 1971, est un seigneur de la guerre chinois qui gouverne la province du Hunan dans les années 1920.

## Biographie
Natif de Hengyang au Hunan, Zhao est envoyé au Japon en 1904 pour étudier à la Tokyo Shinbu Gakkō, une école préparatoire militaire, par le gouvernement Qing, et pendant son séjour à Tokyo, il se rapproche du Tongmenghui pro-révolutionnaire. En 1908, il continue sa formation à l'académie de l'armée impériale japonaise, sortant diplômé de la 6e promotion avec spécialité en artillerie. Ses camarades de classes sont Tang Jiyao, Yan Xishan, Chen Qian et Li Liejun. Zhao retourne en Chine en 1909, servant Cai E et Li Quanhong dans la province du Guangxi durant la révolution chinoise de 1911 qui renverse le gouvernement impérial. Fait commandant au Hunan, il soutient la tentative infructueuse de Sun Yat-sen de renverser le président Yuan Shikai durant la seconde révolution de 1913. Par la suite, il est condamné à dix ans de prison, mais est libéré par Yuan en 1915 et restauré dans sa position de commandant de la 1re division de l'armée du Hunan en 1916.
En 1922, il est nommé commandant de la « nouvelle armée de Xiang » du gouvernement de Beiyang. Subordonné de confiance de Tan Yankai, il se retourne contre lui avec le soutien de Wu Peifu et le force à renoncer au Hunan le 25 novembre 1920. Il devient ainsi gouverneur militaire de la province jusqu'au 11 mars 1926. Il en est en même temps gouverneur civil, sauf de novembre 1920 au 6 avril 1921. Comme Chen Jiongming, Zhao est partisan d'une constitution fédéraliste mais Mao Zedong pense que son véritable objectif est plutôt de conserver son pouvoir au lieu d'améliorer la gouvernance de la Chine. Après un conflit avec Tang Shengzhi, ce-dernier est repoussé et rejoint Tchang Kaï-chek qui lui donne le commandement de la 8ème armée de l'armée nationale révolutionnaire. Le 11 mars, les troupes de Tang déposent Zhao et le remplacent à la tête du Hunan durant l'expédition du Nord.
Zhao se retire de la politique et de l'armée peu après, mais sort de sa retraite pour présider l'assemblée provisoire du Hunan durant la seconde guerre sino-japonaise en 1939. Il rejoint les autres chefs du Kuomintang en exil à Taïwan en 1949, et est nommé conseiller supérieur du président Tchang Kaï-chek. Il meurt à Taipei en 1971 à l'âge de 91 ans.